# Palo Verde Airport
Palo Verde Airport är en flygplats i Mexiko.   Den ligger i kommunen Mulegé och delstaten Baja California Sur, i den västra delen av landet, 1 600 km nordväst om huvudstaden Mexico City. Palo Verde Airport ligger 36 meter över havet.
Terrängen runt Palo Verde Airport är platt åt nordost, men åt sydväst är den kuperad.  Trakten runt Palo Verde Airport är nära nog obefolkad, med mindre än två invånare per kvadratkilometer. Närmaste större samhälle är Ejido San Lucas, 19,0 km nordväst om Palo Verde Airport. Omgivningarna runt Palo Verde Airport är i huvudsak ett öppet busklandskap.